# Bijvoetmonnik
De bijvoetmonnik (Cucullia artemisiae) is een nachtvlinder uit de familie van de uilen (Noctuidae).

## Beschrijving
De voorvleugellengte bedraagt tussen de 16 en 19 millimeter. De grondkleur van de voorvleugels is bruingrijs. De tekening is weinig opvallend al zijn de dwarslijnen en uilvlekken duidelijk zichtbaar.

## Waardplanten
De bijvoetmonnik gebruikt bijvoet en absint-alsem als waardplanten. De rups is te vinden van juli tot in oktober. De soort overwintert als pop, soms meerdere jaren.

## Voorkomen
De soort komt verspreid over het Palearctisch gebied voor.

### In Nederland en België
De bijvoetmonnik is in Nederland en België een zeer zeldzame soort. De vlinder kent één generatie die vliegt van halverwege juni tot in augustus.